# Ćwiętalka
Ćwiętalka – wieś w Polsce położona w województwie lubelskim, w powiecie opolskim, w gminie Opole Lubelskie.
W latach 1975–1998 miejscowość administracyjnie należała do ówczesnego województwa lubelskiego.
Wieś  wraz Świdrami tworzy sołectwo Ćwiętalka-Świdry w gminie Opole Lubelskie. Według Narodowego Spisu Powszechnego z roku 2011 wieś liczyła 218 mieszkańców.

## Historia
W wieku XIX wieś występuje jako Cwientalka, także Ćwiętalka. Nazwa pochodzi od słowa Ćwiętal połączonego z sufiksem ~ka – ćwintal to rodzaj gwoździa. Nota Słownika geograficznego Królestwa Polskiego podaje że Cwientalka to wieś w powiecie nowoaleksandryjskim gminie Opole, parafii Kluczkowice.
Według danych ze spisu z roku 1827 we wsi było 18 domów i 138 mieszkańców.